# Zona hiporreica

Proceso de zona hiporreica
(water table= nivel freático)

La zona hiporreica es la zona de transición situada por debajo de los cauces de los ríos (sedimentos), en la que convergen y se producen intercambios entre las aguas de origen superficial y subterráneo. Es decir, la zona hiporreica es la región  de sedimentos y espacio poroso debajo y junto a un cauce de una corriente de agua (como los ríos), allí donde se mezcla el agua de superficie y el agua subterránea. 
La dinámica de flujo y comportamiento en esta zona (denominada flujo hiporreico o bajoflujo) se reconoce como importante para interacciones de agua subterránea/ agua de superficie, así como desove de peces, entre otros procesos. Como práctica innovadora de gestión del agua urbana, la zona hiporreia puede ser diseñada por ingenieros y activamente dirigidos para mejoras, tanto en calidad del agua, como en el hábitat ripícola.
El conjunto de organismos que habitan esta zona se denomina hiporreos.La fauna presente en la zona hiporreica es una claro indicador de la calidad del agua, ya que se encuentra amenazada ante la degradación o pérdida de los hábitats en los que se establece.
El término hiporreico fue originalmente acuñado por Traian Orghidan  en 1959, al combinar dos palabras griegas: hypo (abajo) y rheos (flujo).

## Mediterráneo

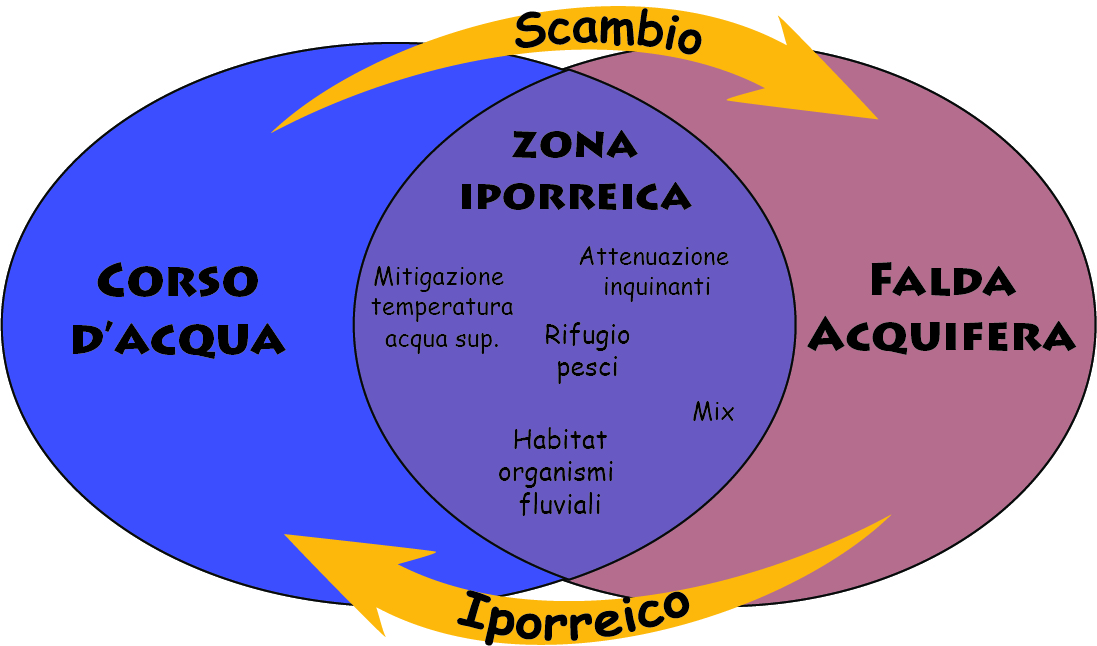
Principales procesos de la zona hiporreica

Esta zona es considerada, especialmente en las regiones mediterráneas, como uno de los agentes acuático más amenazados ya que se ve intensamente influenciada tantos por la variaciones climáticas propias de estas regiones, que afectan a los caudales de los ríos, y también por el impacto de la actividad humana, que provoca contaminación de las aguas y sedimentos, modificación en la morfología de los cauces, variación en los caudales e impactos derivados de actividades extractivas (graveras)
En la región mediterránea la zona hiporreica adquiere una gran relevancia desde el punto de vista ecológico por mantener la conexión hídrológica entre los ambientes superficiales y subterráneos (ecotono) y por actuar  como zona de amortiguación y de refugio para la fauna bentónica ante condiciones extremas. Esta región está considerada como un punto caliente de diversidad (hotspot) lo que favorece la presencia de comunidades hiporreicas diversas con elevado grado de endemicidad.